# The Seduction of Claude Debussy
The Seduction of Claude Debussy è il quinto album discografico in studio del gruppo musicale Art of Noise, pubblicato nel 1999, a dieci anni di distanza dal precedente e con una nuova formazione. Si tratta di un concept album ispirato al compositore francese Claude Debussy.

## Tracce
1. Il Pleure (At the Turn of the Century) – 8:02
2. Born on a Sunday – 4:40
3. Dreaming in Colour – 6:42
4. On Being Blue – 4:58
5. Continued in Colour – 1:19
6. Rapt: In the Evening Air – 4:21
7. Metaforce – 3:44
8. The Holy Egoism of Genius – 7:56
9. La Flûte de Pan – 2:45
10. Metaphor on the Floor – 2:06
11. Approximate Mood Swing No. 2 – 2:14
12. Pause – 2:30
13. Out of This World [Version 138] – 5:27

## Formazione
Gruppo
- Anne Dudley - tastiere, arrangiamenti, voce, piano
- Trevor Horn - basso, voce, tastiere
- Paul Morley - tastiere, voce
- Lol Creme - chitarra, tastiere, voce

Ospiti
- John Hurt - voce narrante
- Sally Bradshaw - voce (1-5,8,13)
- Jamie Muhoberac - tastiere (1,3,5,6,8)
- Rakim - voce (6,7,10)
- Donna Lewis - voce (3,5)